# Lovisa av Stolberg-Geldern
Lovisa Maximilienne Caroline Emmanuele av Stolberg-Geldern, född 20 september 1752, död 29 januari 1824, var som gift med tronpretendenten Karl Edvard Stuart i katolska ögon titulärdrottning av Storbritannien.

## Biografi
Lovisa var dotter till den belgiske prinsen Gustav Adolf av Stolberg-Geldern och Elisabeth av Hornes. Vid sju års ålder blev hon medlem av St. Waudru i Mons, ett frökenkloster för fattiga ogifta adelsdamer. 1766 fick hon en egen inkomst från klostret av kejsarinnan Maria Theresia som gjorde de möjligt för henne att leva utanför klostret som titulärnunna.
År 1771 gifte sig Lovisas syster med markisen av Jamaica, vars far var sonsonsson till kung Jakob II av England och som då arrangerade ett äktenskap mellan Lovisa och Karl. Ludvig XV av Frankrike stödde arrangemanget med hoppet att släkten Stuart skulle få en arvtagare och fortsätta att vara en rival till den brittiska kungafamiljen hannoveranerna, samtidigt som han hade erkänt hannoveranerna som Englands rätta kungafamilj. Kejsarinnan Maria Teresia stödde hannoveranerna, och eftersom Lovisas familj levde på hennes välgörenhet var förhandlingarna känsliga.

### Titulärdrottning
Den 28 mars 1772 i Paris blev Lovisa gift med Karl genom ombud, 14 april 1772 gifte de sig personligen i Macerata i Italien. I jacobiternas ögon var de nu den rätta kungen och drottningen av Storbritannien.
Paret levde den första tiden i Rom. Karl hade lovats att han liksom fadern skulle erkännas som den rätte kungen av England av påven och få en engelsk statskupp finansierad om han gifte sig, medan Lovisa hade lockats av att bli drottning, men inga av dessa förhoppningar infriades. De fick inga barn.
År 1774 flyttade de till Florens, och började använda titeln greve och grevinna av Albany.

### Senare liv
År 1778 inledde Lovisa ett förhållande med poeten Vittorio Alfieri, och 1780 lämnade hon den alkoholiserade Karl och anklagade honom för misshandel. Hon fick stöd av påven, storhertiginnan av Toscana och sin svåger Henry Benedict Stuart, och levde sedan med sin svåger i Rom. Hon fortsatte sitt förhållande med Alfieri tills svågern upptäckte det 1783.
År 1784 fick Gustav III Karl att gå med på en officiell separation, vilket gav henne laglig tillåtelse att leva skild från maken. Lovisa levde på sin svågers bekostnad fram till 1786, då denne upptäckte att hon fortsatt träffa Alfieri, och fortsatte sedan att leva öppet med honom till hans död 1803.
Lovisa av Stolberg-Geldern blev änka 1788 och höll salong i Paris. 1792 lämnade hon och Alfieri Paris under franska revolutionen och bosatte sig i Florens.
Efter Alfieris död levde hon med artisten François-Xavier Fabre. 1809–1810 tillbringade hon på Napoleon I:s önskan i Paris.